# Hydrocotyle gunnerifolia
Hydrocotyle gunnerifolia är en växtart i släktet Hydrocotyle och familjen araliaväxter. Den beskrevs av Hugh Algernon Weddell 1860.
Arten är en perenn ört som förekommer i Colombia och nordvästra Venezuela. Den har använts som medicinalväxt.